# K-535 Jurij Dolgoruki
K-535 Jurij Dolgoruki (rusko АПЛ Юрий Долгорукий) je strateška jedrska podmornica razreda Borej Ruske vojne mornarice. Poimenovana je po ustanovitelju Moskve, Juriju Dolgorukemu. Projekt je razvil konstruktorski biro Rubin, glavni konstruktor pa je bil Vladimir Anatoljevič Zdornov. Njen gredelj je bil položen 2. novembra 1996, predaja vojni mornarici pa je bila načrtovana za leto 2001. Toda podmorniške balistične rakete R-39M, s katerimi naj bi bil razred Borej opremljen, niso bile razvite zaradi splodletelih preizkusov in podmornica je bila prekonstruirana za novo podmorniško balistično raketo R-30 Bulava. R-30 Bulava je manjša od prvotne rakete R-39M in po podatkih pogodbe START iz leta 2007 naj bi bilo na vseh podmornicah razreda Borej nameščeno po 16 raket, namesto prvotno predvidenih 12.
Julija 2010 je Jurij Dolgoruki začel tovarniška morska preizkušanja, v okviru katerih je bil preverjen navigacijski sistem in oborožitev, vendar je bilo streljanje raket zaradi vremenskih pogojev preloženo. Državno preizkušanje se je končalo 12. januarja 2012 in podmornica je bila pripravljena na predajo vojni mornarici. Ta je bila sprva načrtovana za poletje 2012 in 29. julij 2012, vendar je bila predana Ruski vojni mornarici 10. januarja 2013.
Leta 2014 je podmornica po seriji vaj postala popolnoma operativna v 31. diviziji podmornic Severne flote v Gadžijevem, leta 2015 pa je opravila prvo bojno patruljiranje. 22. maja 2018 je izstrelila štiri rakete Bulava.